# Urr György (újságíró)
Urr György István (Kassa, 1900. november 11. – Kassa, 1979. január 14.) újságíró, bibliográfus.

## Élete
Szülei Urr György szobrász és Kohúth Irma, testvére Urr Ida.
A gimnáziumi érettségi után 1925-ben jogot is végzett. 1918-ban Kassán a keresztény szocialista diákszervezet alapító titkára, majd a csehszlovák államfordulat után az felvidéki keresztény szocialista mozgalomban különböző tisztségeket viselt. 1925-től Kassán a keresztény szocialista szakszervezeti központ titkára. Előbb a Négergyarmat, majd 1921-től a Jövőnk című lap főszerkesztője és laptulajdonosa. 1921-től a Keresztény Munkásifjak Országos Szövetségének titkára, 1922-től főtitkára. 1924-től Kassán a keresztényszocialista szakszervezetek titkára, 1925-től a Magyar Nemzeti Munkáspárt kerületi titkára. 1926-tól a Kazinczy Könyvbarátok Társaságának tisztviselője, 1928-tól a Kárpáti Híradó felvidéki vezetője. 1934-től a nyitrai Híd kiadóhivatal igazgatója.
A második világháború alatt munkatársa volt a Magyar Albumnak (1941/42, 1944). 1945 után ritkán publikált. Bibliográfiai jellegű írásokat közölt a sajtóban.
A Gyóni Géza Irodalmi Társaság tagja.
Írásai jelentek meg A Nép, Bars, Esti Újság, Felvidéki Újság, Fottball, Föld Népe, G. Kat. Népiskola, G. Kat. Tudósító, Határszéli Újság, Ifjúságunk, Ipar, Kárpáti Napló, Kispesti Hírlap, Közérdek, Pécsi Est, Sajó-Vidék, Sajtó, Sport Revü, Szakszervezeti Élet, Szolnok és Vidéke, Tyukodi Pajtás, Új Élet, Új Magyarország, Vas- és Fémmunkás, pozsonyi Népakarat (1919), losonci A Mi Lapunk (1925), Láthatár (1940, 1943), Írott Kő (1936/37, 1942/44), Az alföldi fiatal értelmiség Hajnalodik munkaközösségének tanulmányai (Kecskemét, 1939), újvidéki Kalangya (1943) folyóiratokban és a Nagykőrösi Arany János Társaság évkönyveiben.

## Művei
- 1923 Az ifjúság és a keresztényszocializmus. Kassa
- 1925 Új államrendszer. Kassa
- 1927 A magyar munkásság nemzeti alapon való szervezkedésének fontossága. Kassa
- 1928 Tíz év. Főtitkári jelentés. Kassa
- 1929 A parlamentarizmus válsága. Kassa
- 1930 A szlovenszkói magyar politika tíz esztendeje 1919-1929. Kassa
- 1939 Kisebbségi sorsunk húsz esztendejéből 1918-1938. Kassa
- 1944 A felvidéki kisebbségi magyar könyvkiadás és közkönyvtárak 20 esztendeje. Kisebbségvédelem 1/3.
- 1968 A magyar kultúra 50 éve Kelet-Szlovákiában. Kassa (szerk. Gyüre Lajos)